# Římskokatolická farnost Prádlo
Římskokatolická farnost Prádlo je územním společenstvím římských katolíků v rámci sušickonepomuckého vikariátu českobudějovické diecéze.

## O farnosti
Vznik vsi je spojen s cisterciáky z kláštera v Nepomuku. Cisterciáčtí mniši zde také nechali postavit gotický kostelík, zasvěcený Povýšení svatého Kříže. Místní plebánie v průběhu dějin zanikla a Prádlo se v roce 1667 uvádí jako filiálka farnosti ve Vrčeni. V roce 1786 zde byla zřízena lokálie a od téhož roku začaly být vedeny matriky. Samostatná farnost v místě byla obnovena roku 1857. Kostel byl do současné podoby upraven v 80. letech 19. století. Dnes není farnost obsazována sídelním knězem a je administrována ex currendo z arciděkanství v Nepomuku.
| Kostel                    | Místo     | Bohoslužba             | Bohoslužba                  | Poznámka     |
| ------------------------- | --------- | ---------------------- | --------------------------- | ------------ |
| Kaple                     | Měcholupy | sobota                 | 17.00 / 18.00 (zima / léto) | obecní kaple |
| Kostel Povýšení sv. Kříže | Prádlo    | sobota lichého týdne   | 15.30 / 16.30 (zima / léto) | farní kostel |
| Kaple                     | Zhůř      | neslouží se pravidelně | neslouží se pravidelně      | obecní kaple |